# Dyckia encholirioides
Dyckia encholirioides är en gräsväxtart som först beskrevs av Charles Gaudichaud-Beaupré, och fick sitt nu gällande namn av Carl Christian Mez. Dyckia encholirioides ingår i släktet Dyckia och familjen Bromeliaceae.

## Underarter
Arten delas in i följande underarter:
- D. e. encholirioides
- D. e. rubra

## Bildgalleri

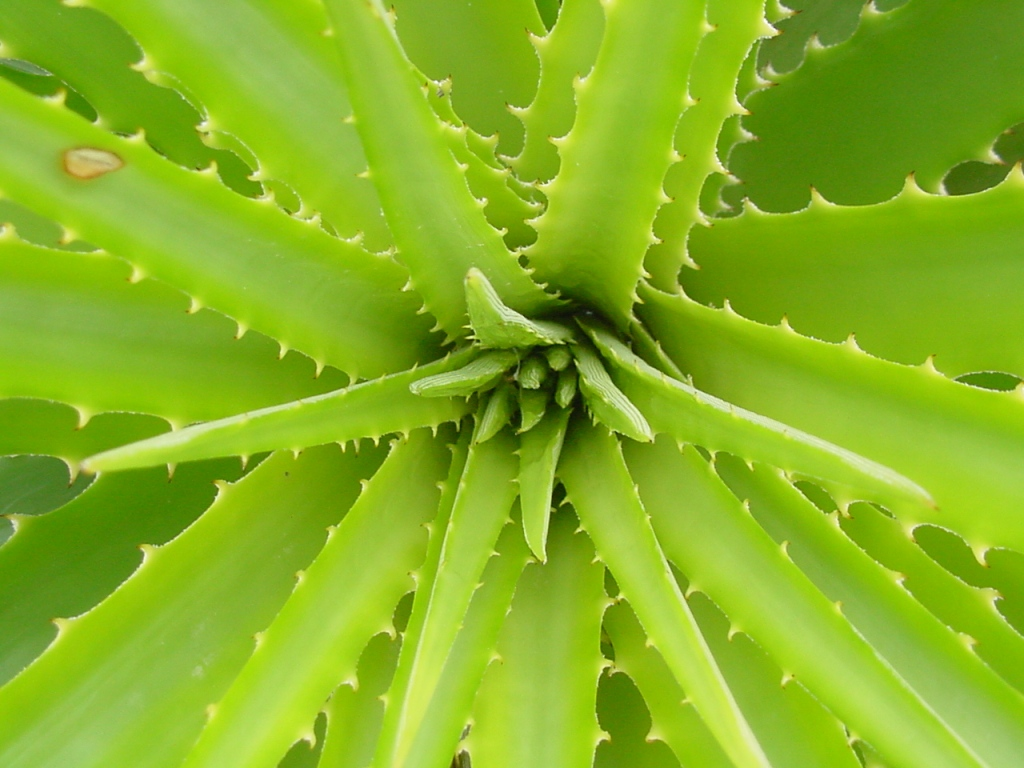
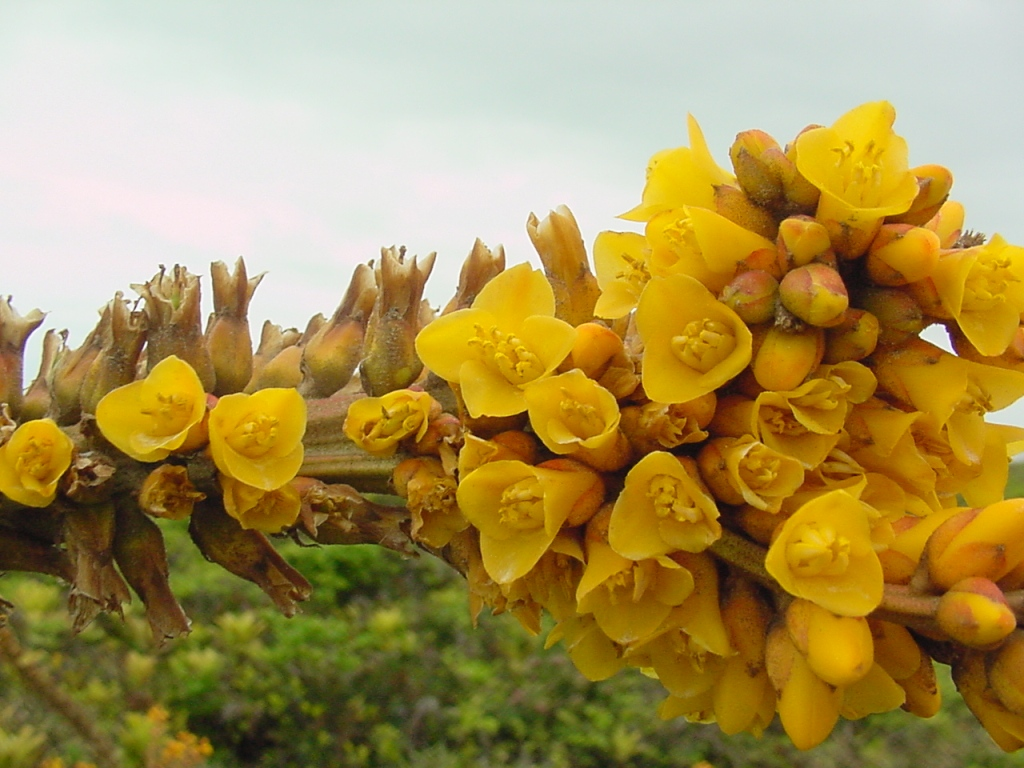
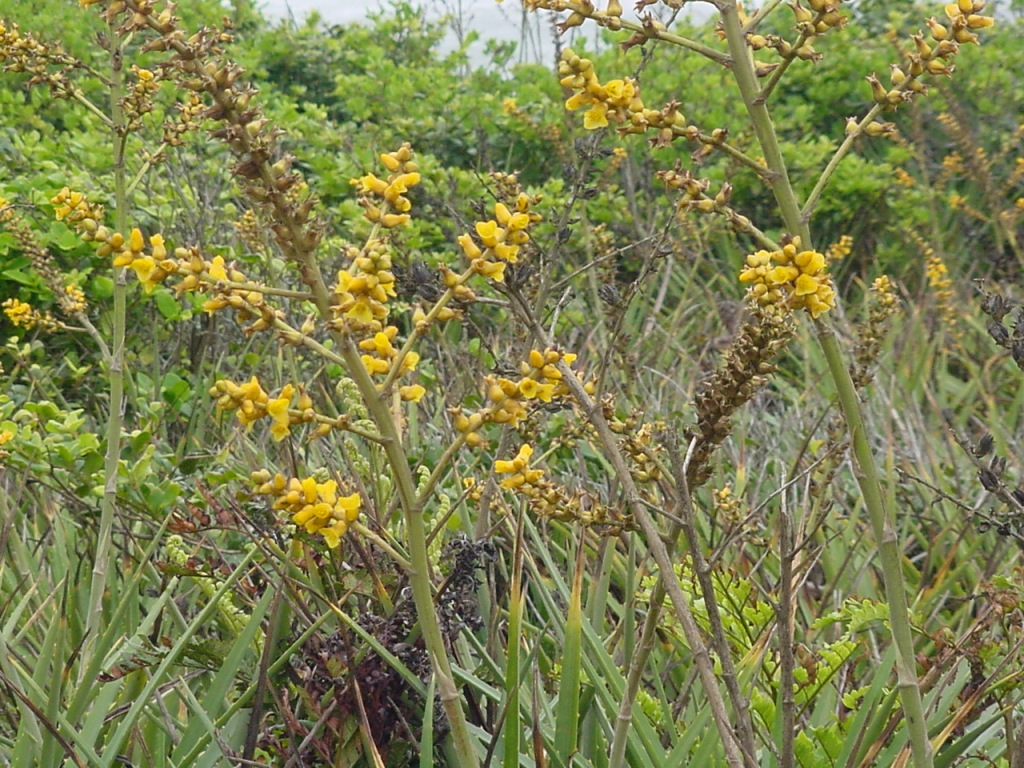